# André Viard
Pour les articles homonymes, voir Viard.
André Viard, né le 7 février 1955 à Mirande (Gers), est un organisateur de corridas et matador français, devenu journaliste taurin et militant pour la défense de la tauromachie.
Sa carrière dans la corrida s'étend de 1968 jusqu'en 1988. En tant que journaliste il rédige des articles pour le quotidien espagnol El Mundo, collabore à la création de plusieurs médias spécialisés (magazine « Planète Corrida , trimestriel « Terres Taurines » puis site internet associé) et rédige plusieurs livres sur le sujet. Son militantisme est marqué par la création et la direction d'une association, l'Observatoire national des cultures taurines (ONCT), dont le but est de défendre la tauromachie. Il est également chargé de mission au sein de l'Union des villes taurines françaises (UVTF).

## Biographie

### Matador
André Viard découvre la tauromachie vers l’âge de quatre ans, emmené dans toutes les arènes d’Aquitaine par son grand-père. Il découvre alors Antonio Ordóñez, Luis Miguel Dominguín, Julio Aparicio, « Litri », Jaime Ostos.
Quelques années plus tard, il décide de descendre lui aussi dans l’arène. Faute de structures d'accueil dans le sud-ouest, il se fait maletilla et court les plazas avec une petite valise et fréquente les tientas et les capeas organisées dans la région de Salamanque se faisant à l'occasion espontáneo. Il mène de pair des études universitaires. Il est titulaire d'une maîtrise de droit.
Parallèlement à sa carrière de matador, il mène une carrière d’organisateur de corridas, soit seul, soit comme consultant ou en association : à partir de 1973 à Vieux-Boucau-les-Bains, puis en 1977 à Saint-Sever (Landes), les premières novilladas sans picador du Sud-ouest ; à partir de 1983 à Alès (Gard), Orthez (Pyrénées-Atlantiques), Istres (Bouches-du-Rhône), Pomarez (Landes), Samadet (Landes), Magescq (Landes), Soustons (Landes), Lit-et-Mixe (Landes), Parentis-en-Born (Landes), Millas (Pyrénées-Orientales), Bourg-Madame (Pyrénées-Orientales), Rion-des-Landes (Landes), Carcassonne (Aude).
Après sa confirmation d'alternative à Las Ventas le 10 de mai 1987 avec pour parrain « El Bayas » et pour témoin Jorge Manrique, il participe à une dernière corrida le 16 juillet 1988 à Ronda (Espagne, province de Malaga), en étant le sobresaliente de « Manzanares » lors d'une corrida-concours que celui-ci affronte en solitaire.

### Journalisme
Au titre de sa première activité de journaliste, il collabore, à partir de 1989 à diverses revues taurines et est correspondant en France du quotidien espagnol El Mundo. En 2002, il participe au lancement du magazine « Planète Corrida » qu’il quitte en avril 2004. En novembre 2004, il crée une société d'édition de presse et lance le trimestriel « Terres Taurines », puis en juillet 2005, le site www.terrestaurines.com. En 2012, il reçoit le prix Baltasar Ibán de la Fundación Wellington en récompense de son travail de défense de la corrida.
Il est également l’auteur de plusieurs livres, notamment « Corrida Française ? », plaidoyer pour un statut juridique de la tauromachie en France, paru en 1982 ; « Comprendre la corrida », traité de technique du toreo, paru en 1988 puis actualisé et amplifié en 2001 ; « Le grand livre de la corrida », paru en 2003.

### Militantisme

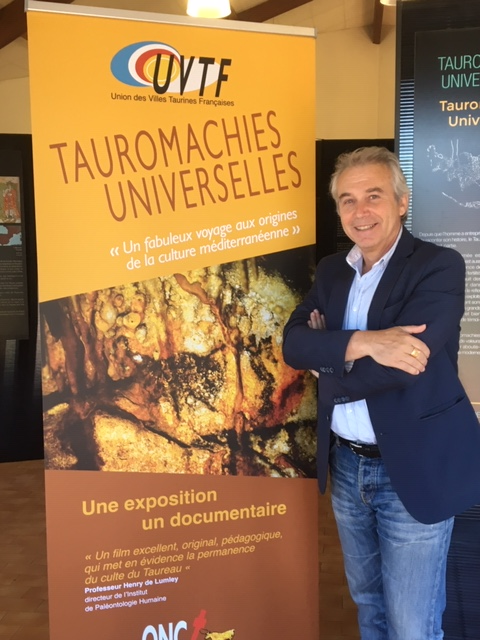
André Viard lors de l'exposition "Tauromachies Universelles".

Au titre de sa seconde activité, il participe à diverses actions pour la défense de la tauromachie, notamment l’ « Appel de Samadet » en 2007 et la création, le 22 mars 2008 de l’« Observatoire national des cultures taurines » (ONCT) dont il est élu président.
Par les démarches de l'observatoire dont il est président, la corrida est inscrite au patrimoine immatériel français en 2011. Cette inscription fut cependant invalidée par la cour administrative d'appel de Paris en 2015, décision confirmée en 2016 par le Conseil d'État.
Il est depuis 2016 chargé de mission au sein de l'Union des villes taurines françaises (UVTF). Il a créé pour l'UVTF et l'ONCT le film et l'exposition "Tauromachies universelles" pour expliquer les origines des différentes tauromachies existantes. Cette exposition est itinérante et a déjà été présentée dans plus de 40 villes françaises et espagnoles.
André Viard est aussi à l'origine de la création du mouvement "Esprit du Sud"[réf. nécessaire], un mouvement citoyen pour revendiquer le patrimoine culturel et rural de la France méridionale (agriculture, chasses, gastronomie, tauromachies…).
En juin 2021, il publie aux éditions du Diable Vauvert La chair et le sens : une religion du taureau dans lequel il revendique l'hérédité de la corrida aux pratiques taurines multiséculaires.

## Controverses
Il a comparé à plusieurs reprises les pratiques militantes des anti-corridas à celles des nazis d'avant-Guerre : « n'oubliez pas que les premières lois de protection animale ont été approuvées par les nazis », ce qui lui a valu un procès en diffamation de la part de l'Alliance anticorrida en 2015. Toutefois, le TGI de Paris a conclu à une fin de non recevoir tout en ayant reconnu des « imputations diffamatoires », car l'Alliance anticorrida n'était pas assez identifiable dans ces propos. Le propos d'André Viard a été condamné par un certain nombre de personnalités. En septembre 2016, à l'occasion du Toro de la Peña, il réitère cette comparaison avec le nazisme en déclarant sur la chaîne espagnole Antena 3 « Rappelez-vous que les nazis ont commencé par brûler les livres, et ensuite on sait où ils en sont venus. Ici, nous pouvons confirmer que dans le monde entier il y a une idéologie sectaire végane qui tente d'imposer son point de vue, et ce point de vue peut nous faire arriver à une guerre de civilisation, n'en doutez pas ! ».
Dans la nuit du 25 au 26 juillet 2011, une tentative d'incendie de sa maison a lieu alors qu'il se trouve avec sa famille à son domicile, qui est aussi le siège de la rédaction du magazine Terres taurines. Il attribue cette tentative d'incendie aux anti-corridas. Viard va jusqu'à dénoncer ensuite ce qu'il considère être du « terrorisme anti-taurin » à la suite de la publication par un blog anti-corrida espagnol du mème Disaster Girl, photo représentant une petite fille souriant devant une maison en flammes, accompagné pour l'occasion de la légende : « Mes voisins étaient taurins, à présent, ils ne le sont plus. ». Les enquêteurs ont privilégié la piste d'anti-corridas isolés. Cette attaque a été condamnée par les principales associations anti-corridas : le CRAC Europe, la Fédération des luttes pour l'abolition des corridas, et l'Alliance anti-corrida. Le lendemain de ce début d'incendie volontaire, il dit craindre un Oslo devant les arènes, faisant référence aux attentats ayant eu lieu en Norvège quelques jours auparavant.
Dans un éditorial de sa revue en juillet 2011, consacré à Simone Veil qui s'est exprimée pour l'interdiction des corridas aux personnes de moins de seize ans, il a également exprimé ses positions anti-avortement : « Depuis, au rythme de 220 000 interruptions volontaires de grossesse pratiquées chaque année en France, soit un avortement pour trois naissances, en 35 ans, ce sont donc environ 7 millions et demi d'êtres humains en puissance qui ont été privés du droit d'exister ».
Après l'attentat contre Charlie-Hebdo, il poste un tweet dans lequel il affirme « Charlie Hebdo est le journal le plus violent en France, pour preuve, son travail antitaurin. Je ne suis pas Charlie ». Des aficionados ont réagi défavorablement à sa déclaration et l'Observatoire des cultures taurines a diffusé un communiqué sans ambiguïté afin de préciser que l'association se considérait « Charlie ».

## Carrière
- Débuts en public : Vieux-Boucau-les-Bains (France, département des Landes) le 5 août 1968.
- Débuts en novillada avec picadors : Arles (France, département des Bouches-du-Rhône) le 15 août 1980. Novillos de la ganadería de Fernay.
- Présentation à Madrid : 1er mai 1984. Novillos de la ganadería de Peñajara.
- Alternative : Dax (France, département des Landes) le 9 juin 1985. Parrain, « Manzanares » ; témoin, « Espartaco ». Taureaux de la ganadería de Carlos Nuñez.
- Présentation en Amérique latine : Lima (Pérou) le 1er mai 1986. Taureaux de la ganadería de Santiago Apostol.
- Confirmation d’alternative à Madrid : 10 mai 1987. Parrain, « El Bayas » ; témoin, Jorge Manrique. Taureaux de la ganadería du Marquis de Domecq.

## Ouvrages publiés
- Comprendre la corrida (2001) avec Bernard Hiribarren, éditions Atlantica.
- Javier Conde, la passion selon J. C., 2001, éditions Atlantica.
- Le Grand livre de la corrida (2003), éditions Michel Lafon.
- Tauromachies universelles / Tauromachias universales, bilingue français-espagnol, éd. UVTF et ONCT, 2016.
- La Chair et le Sens : Une religion du taureau (2021) , éditions Au Diable Vauvert[22].